# Ilidža

Ilidža területe

Ilidža (cirill írással: Илиџа) város Bosznia-Hercegovina keleti részén. Szarajevó elővárosának számít, de községként (Ilidža Község) maga is önálló közigazgatási egység.
Lakossága 47 654 főt tesz ki. Ezzel a főváros elővárosai közül a legnépesebb, és egyúttal az ország hetedik legnépesebb városa.
A fővárostól 10 km-re délnyugatra, vonzó természeti környezetben fekvő város a szarajevóiak kedvelt kirándulóhelye.

## Története
A mai Ilidža elődjét az oszmán időkben alapították (maga a szó törökül meleg forrásokat jelent). A település néhány, 15. és 16. századi, török stílusú háza a mai napig áll.
Az osztrák-magyar korszakban (1878-1918) a település iparosodott és felvette az Európában megszokott városképet. Vasút is épült, a meleg fürdőkben kikapcsolódni vágyók számára pedig luxusszállodákat húztak fel, amellyel Ilidža nemcsak fontos várossá, hanem a Habsburg Birodalom egyik elegáns fürdőhelyévé is vált. 1918. június 27-én itt töltötte utolsó éjszakáját a szarajevói merénylet előtt Ferenc Ferdinánd és felesége.
A kommunista Jugoszlávia időszakában számos panelépület nőtt ki a földből.
1990 előtt a várost főként bosnyákok (43%) és szerbek (37%) lakták. Az 1995-ös Daytoni békeszerződés a Bosznia-Hercegovinai Föderációnak juttatta, amely a szerb lakosság nagy részét Ilidža elhagyására késztette. A szerbek helyére bosnyák menekültek érkeztek.

## Népessége
Ilidža Község magából Ilidža városból, valamint néhány távolabb eső településből (nagyság szerinti sorrendben: Hrasnica, Sokolović, Kolonija, Butmir és Kotorac) áll.
Az 1991-es népszámlálás óta nem készült hivatalos kimutatás a lakosság számáról, és annak összetételéről sem. A Szarajevó kanton (Szarajevó megye) honlapjának adatai szerint Ilidža községet 47.654-en lakják. Becslés alapján a város lakóinak 81%-a bosnyák, 12%-a szerb, 6%-a pedig horvát. A népsűrűség Ilidža községben 332 fő km²-enként.
| Ilidža község lakossága |                 |                 |                 |
| a népszámlálás éve      | 1991.           | 1981.           | 1971.           |
| muzulmánok              | 29,337 (43,18%) | 18,738 (32,73%) | 12,462 (31,58%) |
| szerbek                 | 25,029 (36,84%) | 22,246 (38,86%) | 18,627 (47,21%) |
| horvátok                | 6,934 (10,20%)  | 6,880 (12,01%)  | 6,446 (16,33%)  |
| jugoszlávok             | 5,181 (7,62%)   | 7,593 (13,26%)  | 954 (2,41%)     |
| egyéb és ismeretlen     | 1,456 (2,14%)   | 1,786 (3,12%)   | 963 (2,44%)     |
| összesen                | 67,937          | 57,243          | 39,452          |

## Gazdasága
A boszniai háborút (1992-1995) megelőzően Ilidža Község az egykori Jugoszlávia tizedik legfontosabb gazdasági térsége volt. A háború tönkretette a város gazdaságát, amely ma már lassan regenerálódik. A gazdaság ma a gyártóiparra épül (például az élelmiszer-feldolgozásra és az elektronikára). A város kedvező adottságai miatt a turizmus is fontos iparág. Ilidža már nemcsak a hazai, de a külföldi turisták körében is népszerű.

## Turizmus
Ilidža Szarajevóból villamossal és autóbusszal egyaránt könnyen elérhető, de a főváros nemzetközi repülőtere is a szomszédságban fekszik. Számos szálloda, valamint kemping is található Ilidžában.
A leghíresebb látnivaló a Vrelo Bosne, azaz a Boszna folyó forrása, amelyet egy hatalmas park övez. Ennek sétányán a turisták a – Habsburg időket idéző – lovasfogatot is bérelhetnek. A Boszna folyó felett átívelő Római híd (Rimski Most) a 16. században, római kori kövekből épült.

## Külső hivatkozások
- Ilidža Község hivatalos honlapja (helyi nyelven)